# Andrej Škrbec
Andrej Škrbec, slovenski organizator, publicist, urednik in kulturni delavec, * 20. november 1900, Branik, † 19. februar 1974, Buenos Aires.

## Življenje in delo
Rodil se je v Rihemberku (sedaj Branik) v družini kmeta Ivana Škrbca. Ljudsko šolo je obiskoval v rojstnem kraju. Leta 1922 je končal trgovsko šolo v Ljubljani in se zaposlil v trgovski zadrugi v Rihemberku. Zaradi političnih razmer na Primorskem se je septembra 1928 pred italijanskim fašizmom umaknil v Argentino. V Buenos Airesu se je takoj vključil v delo na vseh področjih, kjer je šlo za skupnost, napredek in kulturo slovenske naselbine v Argentini, posebno primorskih rojakov. Še več je napravil zanje, ko je služboval kot vodja jugoslovanskega oddelka Holandske banke. Leta 1957 je bil kot bančni uradnik upokojen. Po upokojitvi je z Ivanom Kovačičem odprl potovalno pisarno. Kot gospodarsko usmerjen človek je vedno podpiral idejo zadružništva, v katerem je tudi videl rešitev za slovenske izseljence v Južni Ameriki. 
Škrbec je bil 15. januarja 1929 med ustanovitelji Slovenskega prosvetnega društva I v Buenos Airesu. Večkrat je bil predsednik in odbornik društva. Društvo je izdajalo časopis Slovenski tednik (1929-1936). Slovenski tednik se je v začetku leta 1937 združil s tednikom Novi list (1933-1936) v novonastali Slovenski list (1937-1946). Vsa leta je veliko dopisoval v našteta glasila. Leta 1938 sta se združili društvi Slovensko prosvetno društvo I in Tabor v Slovenski dom. Tudi v novem društvu je Škrbec nadaljeval z delom.  Za Slovenski izseljenski koledar za Južno Ameriko za 1937 je napisal razpravo Kulturni pregled in gospodarski razvoj Slovencev v Južni Ameriki, pa tudi Letopis južnoameriških Slovencev za leto 1941. Leta 1945 je postal tajnik razširjenega Odbora za jugoslovansko Primorje in zbral okoli 10.000 podpisov; ti so bili 31. januarja 1946 poslani na konferenco zunanjih ministrov v Londonu. Leta 1950 se je še bolj posvetil časnikarstvu. Tega leta je skupaj s sodelavci, med katerimi je bil tudi Ciril Kren, ustanovil in urejal časopis Nova domovina (30. avg. 1950 do jun. 1957), ki se je 24. junija 1957 spremenila v Lipo (do dec. 1966). To je prvi dve leti urejal Josip Švagelj, za njim pa Škrbec. 
Škrbec je v Argentini 46 let svojega življenja nesebično in nepretrgano posvetil svojim rojakom.